# Checheș, Timiș
Checheș este un sat în comuna Secaș din județul Timiș, Banat, România.

## Legături externe

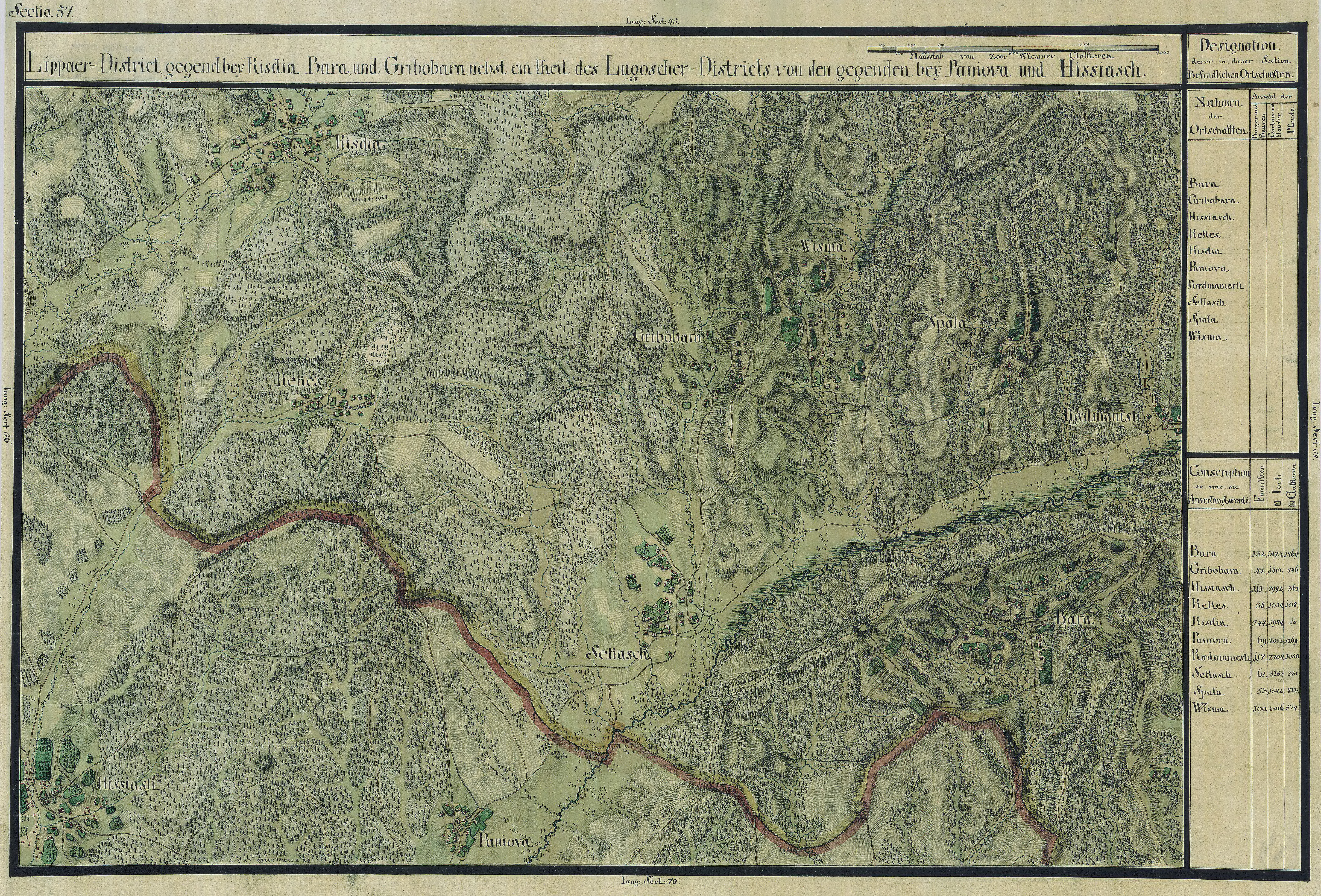
Checheş în Harta Iosefină a Banatului, 1769-72